# Aage Jørgensen
Aage Jørgensen (Framlev, Århus, Midtjylland, 22 de gener de 1900 – Skanderborg, 4 de setembre de 1972) va ser un gimnasta artístic danès que va competir a començaments del segle xx. Era germà dels també gimnastes i medallistes olímpics Arne i Alfred Jørgensen.
El 1920 va prendre part en els Jocs Olímpics d'Anvers, on va guanyar la medalla de plata en el concurs per equips, sistema suec del programa de gimnàstica.